# بني محمد الشرقية
قرية بنى محمد الشرقية هي إحدى القرى التابعة لمركز ببا في محافظة بني سويف في جمهورية مصر العربية. حسب إحصاءات سنة 2006، بلغ إجمالي السكان في بنى محمد الشرقية 1282 نسمة، منهم 640 رجل و642 امرأة.